# Anytime you need
«Anytime you need» fue la canción armenia en el Festival de la Canción de Eurovisión 2007, interpretada en inglés y armenio por Hayko. Fue la primera vez en que el idioma armenio se utilizó en el Festival.
La canción es una balada. Hayko se dirige a su amante, diciéndole que mientras las otras relaciones terminan, la suya durará por siempre. Le dice que "todo lo que he hecho es cuidarte". Le promete que siempre estará ahí cuando ella llame "llorando con la depresión" y "secaré tus lágrimas cuando llores".
Las líneas finales de la canción son cantadas en armenio, y son una profesión similar de amor, con Hayko cantando que siempre "estaré contigo".
La interpertación incluyó a Hayko parado en el centro del escenario con un árbol artificial. Había dos músicos de fondo, uno fue descrito por Terry Wogan de la BBC como un "Amerindio".
Debido a que Armenia finalizó dentro de los mejores diez en el 2006, la canción automáticamente calificó para la final. Aquí, fue interpretada en 23ª posición (después de Kenan Doğulu de Turquía con "Shake It Up Shekerim" y antes de Natalia Barbu de Moldavia con "Fight"). Al cierre de la votación, la canción recibió 138 puntos, ubicándose en 8º lugar en un campo de 24. Inusualmente, esta fue la misma posición en la que Armenia terminó en su debut del año anterior. El resultado aseguró un lugar en la final para Armenia en la final del año siguiente.